# 대한민국 도로교통법
도로교통법(道路交通法)은 1961년 12월 31일 법률 제941호에 의해 제정되었으며, 1962년 1월 20일부터 시행에 들어갔다. 이후 일부 개정과 타법 개정이 여러 차례를 오갔으며, 이 가운데 1985년 2월 5일과 2006년 6월 1일에 전부 개정된 법률이 전면 시행되었다. 운전면허자격, 운전자의 의무, 도로의 사용등 교통의 전반적인 내용을 규정하고 있다. 주정차 위반이 대표적인 도로교통법 위반이다. 차량 운전자의 생명을 해할 수 없는 보행자의 신호위반 등과 같은 무단횡단이 타인의 생명을 해할 수 있는 차량 운전자의 신호위반과 같은 벌금 20만원이하에 처해지는 것과 차량 운전자가 횡단보도 신호를 위반했을 때  시행규칙을 근거로 차량 운전자의 정면에 있는 신호가 있는 것이 아니라는 이유로 처벌할 수 없다.

## 주요 법령 개정 및 시행
날짜는 도로교통법 개정일 및 시행일을 포함한다.
- 1961년 12월 31일
  - 법률 제941호에 의해 제정되었으며, 1962년 1월 20일부터 시행에 들어갔다.

- 1970년 8월 12일
  - 고속도로의 개통에 의해 고속도로라는 용어에 대한 정의가 추가되었으며, 맹인 및 아동 등에 대한 보호와 관련된 조항이 추가되었다. 또 제2종 운전면허를 받은 자는 자동차운수사업법에 의한 사업용자동차의 운전을 할 수 없게 되었다.

- 1972년 12월 26일
  - 주정차 위반 시에 대한 조치와 관련된 조항이 신설되어 시행에 들어갔다.

- 1973년 3월 12일
  - 지방자치단체장은 자동차 등의 운전자에게 운전에 필요한 신체상의 적성이 없다고 인정할만한 상당한 이유가 있는 때에는 대통령령으로 정하는 바에 의하여 그 자로 하여금 수시적성검사를 받게 할 수 있도록 하는 법 조항과 국제운전면허증에 대한 조항이 신설되었다.(1973년 4월 12일 시행)

- 1980년 1월 4일
  - 도로교통안전협회(현 도로교통공단)이 설립되면서 도로교통안전협회에 관한 법령이 신설되었다.(1980년 2월 4일)[4]

- 1980년 12월 31일
  - 용어의 정의에서 "자동차도"라는 명칭이 "자동차전용도로"로 변경되었으며, 궤도차량에 대한 조항이 삭제되었다. (1981년 4월 1일 시행)[5]

- 1984년 8월 4일
  - 전부 개정이 되었다.(1985년 2월 5일 시행)

- 1986년 12월 31일
  - 도로운송차량법이 자동차관리법으로 바뀌면서 타법이 개정되었다.(1987년 7월 1일 시행)[6]

- 1990년 8월 1일
  - 버스전용차로에 관한 법령이 신설되었으며, 주정차 위반 조치에 관한 법령 중에서 주차 또는 정차하는 차량이 교통에 위험하거나 방해될 염려가 있는 때에 경찰공무원 이외에도 대통령령이 정하는 시, 군, 구 공무원도 차의 운전자 또는 관리책임이 있는 사람에 대하여 정차나 주차방법의 변경 또는 그곳으로부터의 이동을 명할 수 있도록 개정하였다. 또 자동차의 운행기록계에 관한 조항과 운전자의 특별한 준수사항에 관한 조항을 신설하였다.(1990년 11월 2일 시행)

- 1991년 5월 31일
  - 내무부 치안본부가 경찰청으로 독립되면서 타법이 개정되었다.[7]

- 1991년 12월 14일
  - 차도와 차선에 관한 법 조항 구분을 하였으며, 고속도로 등에 있어서의 특례에 관한 법 중에서 고속도로에서 긴급자동차와 고속도로의 유지 및 보수 등의 작업을 하고 있는 자동차를 제외한 자동차는 갓길로 통행할 수 없게 되었다. 또한 고속도로 및 자동차전용도로에서 이륜자동차의 경우 긴급자동차로 지정된 이륜자동차에 한해 통행이 가능하며 그 외 이륜자동차는 배기량에 관계없이 고속도로 또는 자동차전용도로를 통행을 할 수 없게 되었다.(1992년 3월 15일 시행)[8]

- 1992년 12월 8일
  - 자동차에 관한 정의에서 중기관리법 규정에 의한 중기를 포함했으며, 신호기에 의하여 교통정리가 행하여지고 있는 교차로에 들어가려는 모든 차는 진행하고자 하는 진로의 앞쪽에 있는 차의 상황에 따라 다른 차량의 통행에 방해가 될 우려가 있는 경우 교차로에 들어갈 수 없도록 법령이 개정되었다. 또 공동위험행위를 금지하는 조항이 신설되었다.

- 1993년 6월 11일
  - 중기관리법이 건설기계관리법으로 바뀌면서 타법이 개정되었다.(1994년 1월 1일 시행)[9]

- 1995년 1월 5일
  - 차도, 중앙선, 차선과 차로라는 용어에 대한 정의, 어린이보호구역에 관한 법령, 차량의 진로변경과 급제동 금지에 관한 법령이 신설되었으며, 앞지르기와 철길건널목 통과에 관한 법령이 개정 및 신설되었다.

- 1997년 8월 30일
  - 어린이통학버스에 관한 법령과 고속도로의 전용차로에 관한 법령이 신설되어 시행에 들어갔다.

- 1999년 1월 29일
  - 경음기의 사용에 관한 법령, 자동차의 견인제한, 자동차의 운행기록계와 관련된 조항이 폐지되었으며, 도로교통안전협회가 도로교통안전공단으로 바뀌면서 도로교통안전협회에 관한 법이 도로교통안전공단에 관한 법으로 바뀌었다.

- 2001년 1월 26일
  - 도로외의 도로에서 어린이가 행정자치부령이 정하는 위험성이 큰 움직이는 놀이기구를 탈 때에는 어린이의 보호자는 어린이의 안전을 보호하기 위하여 행정자치부령이 정하는 인명보호장구를 반드시 착용하도록 하였으며, 2종 운전면허를 받은 사람은 여객자동차운수사업법에 의한 대여사업용자동차를 임차하여 운전하는 경우에 한해 사업용자동차를 운전할 수 있도록 법령을 개정했다.

- 2005년 5월 31일
  - 전부 개정이 되었으며, 여객자동차 운수사업법에 의한 대여사업용자동차에 대해서는 제2종 운전면허를 소지한 경우에도 운전이 가능하도록 개정이 되었다. (2006년 6월 1일 시행)[3]

- 2006년 4월 28일
  - 노인보호구역에 관한 법령이 신설되었다.

- 2007년 12월 21일
  - 정차 또는 주차가 금지된 장소 중에서 지방경찰청장이 안전표지로 구역, 시간, 방법 및 차량의 종류를 정하여 정차 또는 주차를 허용한 곳에서는 지방경찰청장이 도로에서의 위험을 방지하고 교통의 안전과 원활한 소통을 확보하기 위하여 필요하다고 인정하여 지정한 곳에 대하여 주차 및 정차를 금지하는 법령에도 정차 또는 주차할 수 있도록 하는 법령을 신설했다. 또 도로교통안전공단이 도로교통공단으로 바뀌면서 도로교통안전공단에 관한 법이 도로교통공단에 관한 법으로 바뀌었다. (2008년 6월 22일 시행)[10]

- 2008년 1월 17일
  - 광역 교통정보에 관한 법령을 신설하였다.

- 2008년 2월 29일
  - 행정자치부가 행정안전부로 개칭이 되면서 타법이 개정되었다.(2008년 4월 18일 시행)

- 2009년 12월 29일
  - 농어촌도로, 자전거횡단도와 관련된 조항이 신설되었다.(2010년 6월 30일 시행)[11]

- 4월 22일
  - 교차로에서 차량이 우회전할 때 일시정지해야 하는 법이 개정되었다.

- 2024년 1월 30일
  - 도로교통공단이 한국도로교통공단으로 바뀌면서 도로교통공단에 관한 법이 한국도로교통공단법으로 바뀌었다.(2024년 7월 31일 시행)[12]

## 판례
- 황색 실선이나 황색 점선으로 된 중앙선이 설치된 도로의 어느 구역에서 좌회전이나 유턴이 허용되어 중앙선이 백색 점선으로 표시되어 있는 경우, 그 지점에서 좌회전이나 유턴이 허용되는 신호 상황 등 안전표지에 따라 좌회전이나 유턴을 하기 위하여 중앙선을 넘어 운행하다가 반대편 차로를 운행하는 차량과 충돌하는 교통사고를 내었더라도 이를 교통사고처리 특례법에서 규정한 중앙선 침범 사고라고 할 것은 아니다[13]